# إباحية الطعام

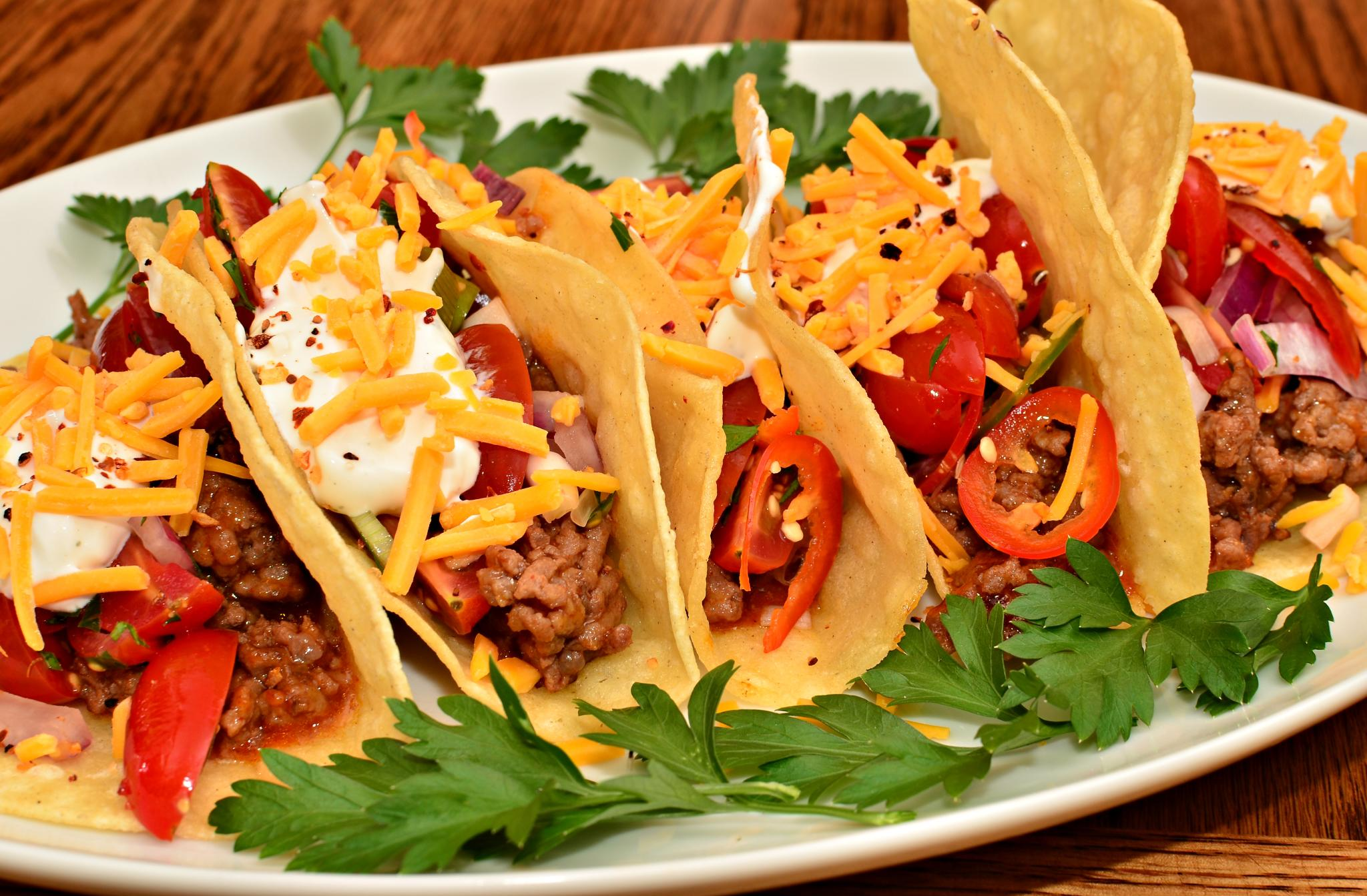
فطائر التاكو

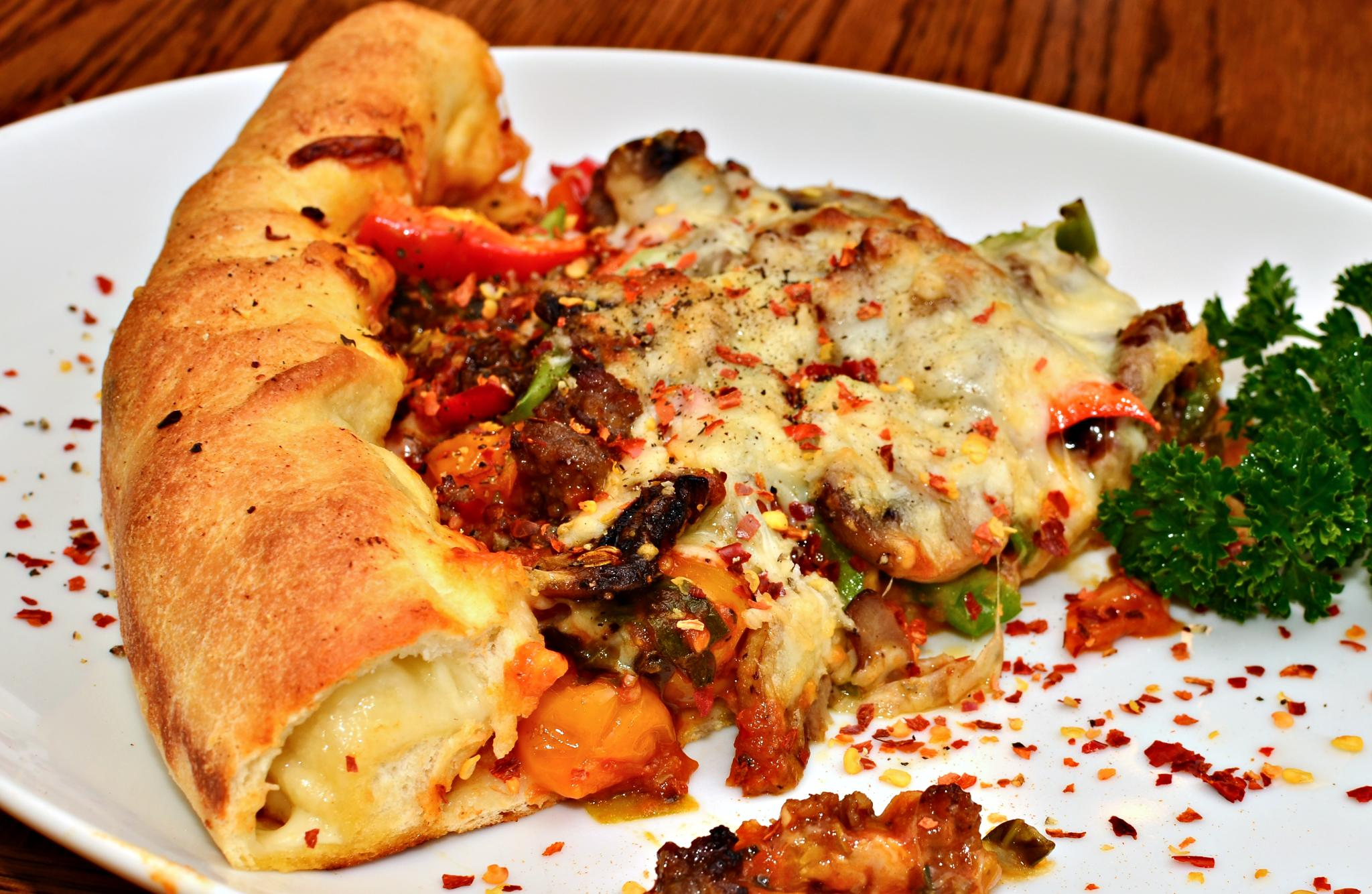
قطعة من بيتزا الجبن

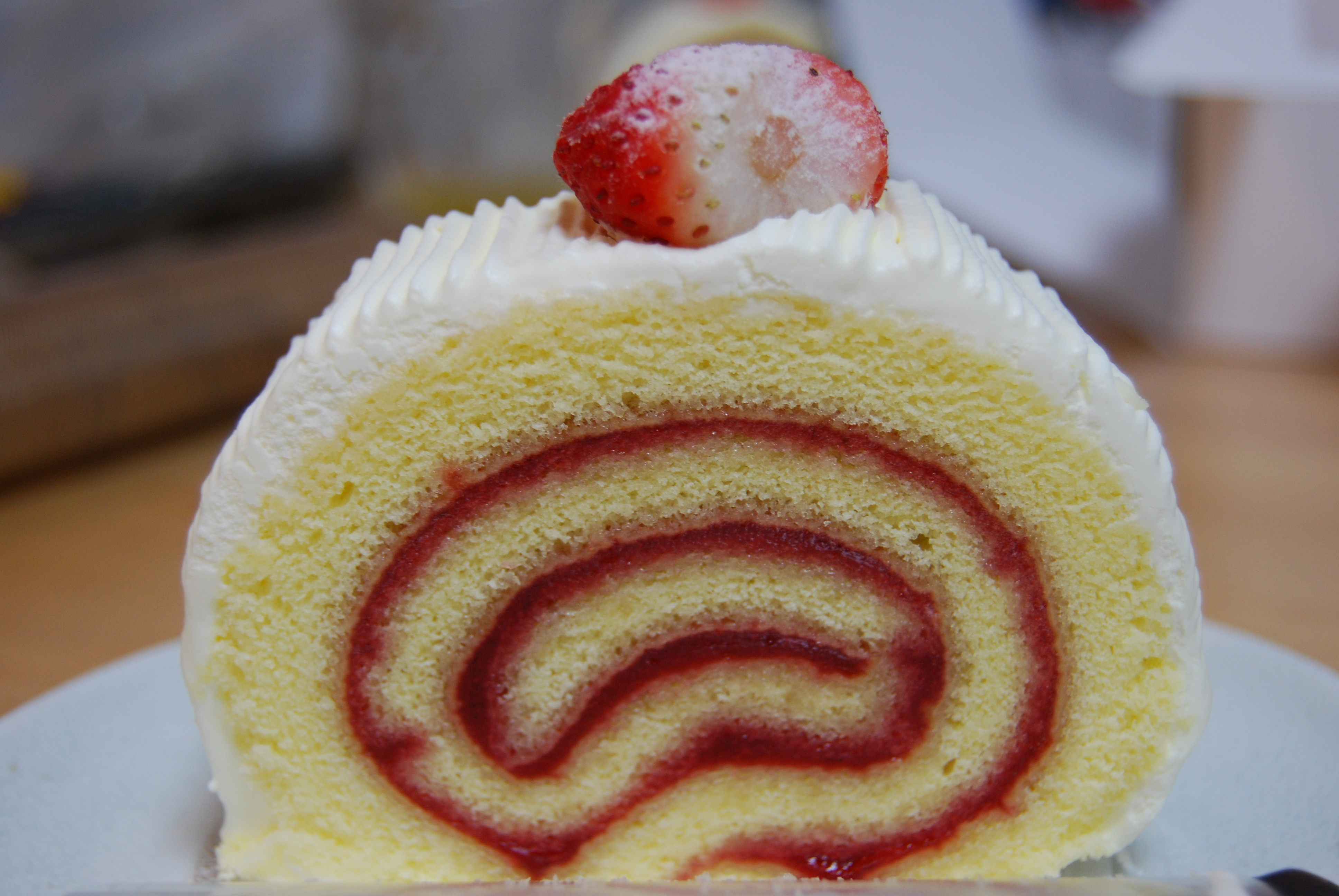
سويسرول أو رول الكيك

إباحية الطعام (بالإنجليزية: Food porn)‏ هو مصطلح يشير إلى السحر البصري للطبخ والأكل في الإعلانات، والعروض المعلنة، وإستعراضات المدونات الطبخ، أو الإعلام المرئي الأخر. فربما تكون هذه الأطعمة ذات نسبة عالية من الدهون، أو ذات محتوى عالي من السعرات الحرارية، أو تكون أطباق غريبة ومدهشة تثير الرغبة للأكل أو تكون تقديس الطعام كتعويض عن الجنس.
تأخذ إباحة الطعام شكل تصوير الاكل بنظام يقدم الطعام بشكل مغري، بطريقة مشابهه لبهجة التصوير أو إباحة التصوير.

## لمحة تاريخية
يبدو أنه كان للصحفية والكاتبة النسوية البريطانية روس كوارد الفضل في وضع مصطلح «إباحية الطعام» في كتابها «رغبة الأنثى» عام 1984، حيث تكتبُ كوراد فيه:
«إن طهي الطعام وتقديمه تقديماً حسناً هو فعلٌ استرقاقيّ. إنه طريقة للتعبير عن العطف من خلال هدية... إنه نحن الذي ينبغي علينا ابتغاء إعداد أطعمة مُعدَّة على نحوٍ مثاليّ هو رمز للرغبة والمشاركة السعيدة في خدمة الآخرين. تحافظُ إباحية الطعام بالضبط على هذه المعاني المرتبطة بإعداد الطعام. فدائماً ما كبحت أنواع الصورة المستخدمة عملية تحضير الوجبات..» (صفحة 103)
من المهم بمكان الانتباه إلى عدم انحصار ارتباط مصطلح «إباحية الطعام» بالعلاقة القائمة عبر التاريخ ما بين الأطعمة والنشاط الجنسي. فمثلاً، ينطبق المصطلح في الولايات المتحدة في الحالة التي «ينتهز فيها مُصنّعو الطعام فرصة جني الأرباح في ردة الفعل القوية تجاه الأغذية ذات السعرات الحرارية المنخفضة وأطعمة الحميات من خلال تسويقهم لمواد خارجة عن المألوف تمتاز بمحتوىٍ عالٍ من الدهون وإمكانية جيدة لسدها للشرايين». كما تم إسناد أصل المصطلح إلى «مركز العلوم في المصلحة العامة»، والذي بدأ بنشر عمود ضمن رسالة التغذية الصحية الصادرة عن المركز في يناير عام 1998 ويحمل العمود عنوان «الأمور السليمة ضد إباحية الطعام».

## الثقافة
يشير مصطلح «إباحية الطعام» إلى صور الأطعمة على مختلف منصات ومواقع التواصل الاجتماعي والمحطات التلفزيونية ومجلات الطهي ومدونات الإنترنت وتطبيقات الهاتف المحمول والمواقع وما إلى ذلك. يكمن السبب في الربط الحثيث ما بين إباحية الطعام والثقافة الشعبية في أن الأفراد يتعرضون للأطعمة في حياتهم اليومية. ولا تختص وسائل التواصل الاجتماعية وحدها بإباحية الطعام فقد تكون موجودة ضمن مدونات الإنترنت أو في أقسام محددة من الصحف، وظاهرة إباحية الطعام هي من الظواهر المنتشرة في جميع أنحاء العالم.